# Tercera División de España 2000-01
La temporada 2000-01 de la Tercera División de España de fútbol fue la cuarta categoría de las Ligas de fútbol de España durante esta campaña, por debajo de la Segunda División B y por encima de las Divisiones regionales. Comenzó el 3 de septiembre de 2000 y finalizó el 24 de junio de 2001 con la promoción de ascenso. 

## Sistema de competición
Compiten 341 clubes en Tercera división, repartidos en 17 grupos, en la mayoría de los cuales participan 20 equipos. Cada grupo corresponde a una Federación territorial y, por lo tanto, a una Comunidad Autónoma, excepto en el caso de Andalucía, que se divide en dos grupos (IX y X), y las comunidades de La Rioja y Navarra que comparten grupo (el XV). Los clubes de las ciudades autónomas de Ceuta y Melilla, en el norte de África, participan con los de Andalucía, los primeros en el X y los segundos en el IX.
La distribución geográfica de los grupos es la siguiente:
- Grupo I - Galicia
- Grupo II - Asturias
- Grupo III - Cantabria
- Grupo IV - País Vasco
- Grupo V - Cataluña
- Grupo VI - Comunidad Valenciana
- Grupo VII - Comunidad de Madrid
- Grupo VIII - Castilla y León
- Grupo IX - Andalucía: zona oriental (provincias de Almería, Granada, Jaén y Málaga) y Melilla
- Grupo X - Andalucía: zona occidental (provincias de Cádiz, Córdoba, Huelva y Sevilla) y Ceuta
- Grupo XI - Islas Baleares
- Grupo XII - Canarias
- Grupo XIII - Región de Murcia
- Grupo XIV - Extremadura
- Grupo XV - La Rioja y Navarra
- Grupo XVI - Aragón
- Grupo XVII - Castilla-La Mancha

## Promoción de ascenso a Segunda División B

### Equipos participantes
Los equipos participantes de la promoción de ascenso a Segunda División B de la temporada 2000-01 fueron los 4 primeros clasificados de cada grupo, los cuales se exponen en la siguiente tabla:
Se indican en negrita los equipos que consiguieron el ascenso.
| Grupo I                   | Grupo II               | Grupo III             | Grupo IV                    | Grupo V          |
| ------------------------- | ---------------------- | --------------------- | --------------------------- | ---------------- |
| 1º R.C. Celta de Vigo "B" | 1º C. Marino de Luanco | 1º S.D. Noja          | 1º S.D. Lemona              | 1º C.F. Gavà     |
| 2º C.D. Endesa As Pontes  | 2º R. Oviedo "B"       | 2º S.D. Laredo        | 2º Real Sociedad F. "B"     | 2º C.F. Balaguer |
| 3º Ponte Ourense C.F.     | 3º U.P. Langreo        | 3º S.D. Textil Escudo | 3º Sestao River C.          | 3º C.E. Europa   |
| 4º U.D. Xove Lago         | 4º C.D. Lealtad        | 4º C.D. Bezana        | 4º C.D. Aurrera de Ondarroa | 4º Palamós C.F.  |

| Grupo VI             | Grupo VII                | Grupo VIII                   | Grupo IX               | Grupo X                               |
| -------------------- | ------------------------ | ---------------------------- | ---------------------- | ------------------------------------- |
| 1º Alicante C.F.     | 1º C.F. Rayo Majadahonda | 1º C.F. Palencia             | 1º U.D. Marbella       | 1º Sevilla F.C. "B"                   |
| 2º Valencia C.F. "B" | 2º C.D. Las Rozas        | 2º R. Valladolid C.F. "B"    | 2º Málaga C.F. "B"     | 2º R. Betis Bpié. "B"                 |
| 3º C.D. Onda         | 3º C.D. Móstoles         | 3º U.D. Salamanca "B"        | 3º Torredonjimeno C.F. | 3º Atlético Lucentino Industrial C.F. |
| 4º Pego C.F.         | 5º R.S.D. Alcalá         | 4º S.D. Gimnástica Segoviana | 4º C.P. Granada 74     | 4º Atlético Sanluqueño C.F.           |

| Grupo XI                  | Grupo XII                | Grupo XIII               | Grupo XIV           | Grupo XV         |
| ------------------------- | ------------------------ | ------------------------ | ------------------- | ---------------- |
| 1º C.D. Atlético Baleares | 1º U.D. Lanzarote        | 1º C.F. Ciudad de Murcia | 1º C.D. Díter Zafra | 1º C.D. Logroñés |
| 3º C.F. Villafranca       | 2º S.D. Tenisca          | 2º Orihuela C.F.         | 2º U.D. Mérida      | 2º C.D. Mirandés |
| 4º C.D. Manacor           | 3º U. D. Las Palmas "B"  | 3º Yeclano C.F.          | 3º U.P. Plasencia   | 3º C.D. Alfaro   |
| 5º C.D. Constancia        | 4º C.D. Raqui San Isidro | 4º Lorca C.F.            | 4º C.P. Cacereño    | 4º C.D. Izarra   |

| Grupo XVI           | Grupo XVII                |
| ------------------- | ------------------------- |
| 1º C.D. Teruel      | 1º C.D. Quintanar del Rey |
| 2º C.F. Figueruelas | 2º C.P. Villarrobledo     |
| 3º U. D. Fraga      | 3º Hellín Deportivo       |
| 4º S.D. Huesca      | 4º C.D. Cuenca            |

- La cuarta posición del Grupo VII la ocupó el Real Madrid C. F. "C", pero este no pudo participar en la promoción de ascenso a Segunda División B porque el Real Madrid C.F. "B" iba a competir en esta categoría durante la siguiente temporada y ambos eran filiales del Real Madrid C.F.. Por ello, la quinta clasificada, la R.S.D. Alcalá, participó en la misma para ocupar la plaza que se quedó vacante del grupo.
- De igual modo, el C.D. Ferriolense también tuvo que renunciar a su plaza de la promoción de ascenso a Segunda División B pese a haber finalizado la temporada en 2ª posición porque el R.C.D. Mallorca "B" competiría durante la siguiente campaña en esta categoría y ambos eran filiales del R.C.D. Mallorca. La plaza que quedó libre se le concedió al quinto clasificado, el C.D. Constancia.

### Equipos ascendidos
Los siguientes equipos obtuvieron el ascenso a Segunda División B:
| Grupo I - R.C. Celta de Vigo "B" Grupo II - C. Marino de Luanco - R. Oviedo "B" Grupo III - No ascendió ningún equipo de este grupo Grupo IV - Real Sociedad F. "B" Grupo V - No ascendió ningún equipo de este grupo Grupo VI - Alicante C.F. - Valencia C.F. "B" - C.D. Onda | Grupo VII - R.S.D. Alcalá Grupo VIII - No ascendió ningún equipo de este grupo Grupo IX - No ascendió ningún equipo de este grupo Grupo X - Sevilla F.C. "B" - R. Betis Bpié. "B" Grupo XI - No ascendió ningún equipo de este grupo Grupo XII - U.D. Lanzarote | Grupo XIII - C.F. Ciudad de Murcia Grupo XIV - C.D. Díter Zafra - U.D. Mérida Grupo XV - C.D. Logroñés - C.D. Alfaro Grupo XVI - S.D. Huesca Grupo XVII - No ascendió ningún equipo de este grupo |